# Malarani
Malarani (en népalais : मालारानी) est un comité de développement villageois du Népal situé dans le district de Surkhet. Au recensement de 2011, il comptait 5 277 habitants.